# あすなろ白書
『あすなろ白書』（あすなろはくしょ）は、柴門ふみによる日本の漫画作品。『ビッグコミックスピリッツ』（小学館）にて1992年から1993年まで連載された。1992年、第37回小学館漫画賞受賞。
1993年にテレビドラマ化され、また、2002年および2019年には台湾でもテレビドラマ化された。
2021年には「ビッグコミックスピリッツ」創刊40周年を記念して21・22合併号に後日談である読み切り「BACK TO THE ASUNARO-あすなろ白書　特別編-」が掲載された。

## あらすじ
高校3年生の園田なるみは、陸上部から体育大学への推薦を蹴って、予備校の冬季講習に申し込む。しかし、なるみは申し込みのミスで国公立早慶クラスに入ってしまう。授業にはついていけなかったが、関西から東大を目指す東山星香、裕福な名家出身で慶應志望の松岡純一郎、同じ高校の優等生の取手治、複雑な家庭環境の掛居保と知り合う。2週間の講習を終えたなるみは、彼らとの再会を約束して別れる。
なるみは1浪して青教学院大学に入学。1年先に入学していた取手、東大に入学した星香と再会。予備校のクラスメートたちは「あすなろ会」を結成して時々集まっていた。掛居は2浪中で取手とホストクラブで働いていた。ホストクラブで開かれた「あすなろ会」で掛居と再会したなるみは、彼がホストとして働き、地元に恋人がいることを知ってショックを受け、彼への恋心を自覚する。
ある日、なるみは掛居から呼び出され、取手とつきあってほしいと頼まれる。なるみは星香に相談。掛居に思いを伝えるべきと言われるが、二人はすれ違う。なるみは星香に松岡邸のあすなろ会に連れていかれるが掛居には会えず、帰り道で取手に告白される。しかし、なるみは返事できず口論になってしまう。翌日なるみと取手は和解するが、取手はホストクラブ勤めが親にばれ、行方不明になる。取手を見つけたなるみは「心配していた」と怒鳴りつけ取手と抱き合う。それでもなるみは掛居への思いを抑えられない。
保はこの『あすなろ会』 を園田なるみのフルネーム（アナグラム。SONODA NARUMI → ASUNARO MIND）から思い浮かんだという。樹木の翌檜（あすなろ）とは全く関係ない。

## 書誌情報
- 『あすなろ白書 1』小学館、1992年4月、ISBN 4-09-181881-1
- 『あすなろ白書 2』小学館、1992年6月、ISBN 4-09-181882-X
- 『あすなろ白書 3』小学館、1992年10月、ISBN 4-09-181883-8
- 『あすなろ白書 第2部1』小学館、1993年8月、ISBN 4-09-181884-6
- 『あすなろ白書 第2部2』小学館、1993年10月 ISBN 4-09-181885-4

## テレビドラマ
1993年10月11日から12月20日まで毎週月曜日21:00 - 21:54に、フジテレビ系の「月9」枠で放送された。主演は石田ひかり、筒井道隆。
1994年にVHS化、2002年5月15日にDVD-BOX、2023年12月6日にBlu-ray BOXが発売された。

### キャスト

#### 主要人物
園田 なるみ - 石田ひかり
本作の主人公。明るい性格で自分の感情をはっきり表現する。姉と二人暮らし。一浪し私立の青教学院大学に入学する。そこであすなろ会のメンバーに出会う。その中には入学試験の際、シャープペンを貸してくれた掛居がいた。次第に二人は惹かれあい交際を始めるが、度重なるすれ違いにより破局。後に自分に好意を寄せる取手とも交際するが破局した。
松岡の死をきっかけに離れ離れになったあすなろ会だったが、なるみは一人大学に残る。そして四年後、社会人になったなるみは出版社で社長秘書として働き、星香と同居していた。東京に戻っていた掛居や取手とも再会し、掛居への想いを断ち切れずにいる自分に気づく。
掛居 保 - 筒井道隆
アルバイトをしながら大学に通う苦学生。私生児で複雑な家庭環境に育つ。取手、星香、松岡とは浪人時代からの仲間。恋人がいながら合コンに参加したり、なるみに突然キスをするなど思わせぶりな行動をとり掴みどころがない。なるみ曰く「顔のわりにモテる」。
明るく天真爛漫ななるみに惹かれ、長年の恋人トキエに別れを告げた。同時になるみに告白し正式に交際を始め喜ぶが、一方でなるみと自分は不釣り合いではないかと思い悩む。このことが後に別れる一因となる。
そんな中、学費を払えなくなり大学を退学。なるみとも距離をおき、一度は復縁するものの、長くは続かずそのまま破局した。その後学費が比較的安い国立の東京大学を受験するが、松岡の危篤を知り試験を途中放棄。そのため結果は不合格だった。後期に京都大学を受験し合格。なるみらと別れ京都へ向かった。
社会人になり仕事で東京に戻ったことでなるみと再会する。大学時代の知り合い京子と交際していたが、なるみへの想いは変わらず、京子と別れる決意をする。その後なるみにプロポーズをした。
取手 治 - 木村拓哉 （当時SMAP）
お調子者だが根は優しい青年。大きな黒縁眼鏡が特徴で愛煙家。愛車はベスパ。自分とは対照的に女性に人気のある掛居にコンプレックスを抱いている。なるみに一目惚れし、何度もアピールするが振られてしまう。しかし掛居を待ち続けるなるみを陰から見守ったり、プレゼントを渡すためにアルバイトをして金を稼いだりするなど非常に一途な性格。振られてもなるみの幸せを心から願い、そのため掛居とはなるみをめぐり対峙することが多い。
クリスマスイヴにようやくなるみと結ばれるが、なるみの気持ちが自分ではなくやはり掛居にあることに気づき、自ら別れを告げた。
松岡の死を機に、青年海外協力隊に興味を持ちケニアへ旅立つ。社会人になり東京に戻った頃には新しい恋人がいた。
東山 星香 - 鈴木杏樹
外交官をめざしている才女。サバサバしているが本当の感情を表に出すのは苦手。面倒見が良くなるみの良き親友となるが、実は浪人時代から掛居に片想いをしていた。なるみに遠慮し自分の気持ちを隠していたが、次第に本当の自分を理解してくれる松岡に惹かれてゆく。同性愛者である松岡を好きになったことで、どうしようもない恋心に苦しみ涙する。しかしクリスマスイヴに自暴自棄になった松岡を慰める形で結ばれ、妊娠。松岡の死後、出産のため実家の神戸に帰省する。
社会人となってからは、東京に戻り大学教授の助手をしながら息子の空良をなるみと共に育てている。松岡を愛し続けており、その後も松岡の夢を叶えるためになるみに掛け合い、生前書き溜めていたノートを本にし出版する。
松岡 純一郎 - 西島秀俊
松岡財閥の御曹司。愛車はポルシェ。容姿端麗であり喫煙者（ヘビースモーカー）、成績優秀で音楽の知識に富んでいる。大学では毎日のようにピアノを弾いている。掛居と取手の仲裁役で平和主義。なるみに相談を持ちかけられることも多い。“あすなろ会”の名付け親。
その容姿と家柄から女性に人気があるが、実は同性である掛居に想いを寄せ、その想いを決して渡すことのない手紙に綴っている。同性愛者であることを知っていたのは星香だけで、互いに心を許しあう存在になる。
星香の自分への好意に気づいていたが、掛居への想いが募り、クリスマスイヴに告白する。しかしその後、なるみから預かっていた掛居への手紙を嫉妬心から渡さなかったことで二人の関係が修復不可能になってしまったことを知り、罪悪感に気を取られトラックと衝突事故を起こし重体になる。一度は回復したものの、容態が急変し死亡した。息を引き取る直前に「本を出したかった」と本当の夢を語っている。後にその夢は星香によって叶えられた。本のタイトルは『あの頃の君に逢いたい〜あすなろ白書〜』。

#### その他
砂田 トキエ - 黒沢あすか
掛居の恋人。掛居とは高校時代から交際している。不良で鑑別所にいた経験もあり、掛居から遠ざけようとなるみを脅すが、なるみの屈しない姿に身を引く決意をする。
町田 京子 - 杉山彩子
掛居の社会人になってからの恋人。掛居や取手とは二人が大学生のときに初めて出会う。掛居とはその頃に一度関係を持った。京都で掛居と再会し交際を始めるが、東京でなるみに出会ったことで掛居と別れることになる。
園田 晴美 - 森尾由美
なるみの姉。後に結婚し家を出る。
竹芝 - 田辺誠一
昔から掛居を知る友人。
秋庭 宗輔 - 岩城滉一
なるみが勤める出版社の社長。なるみの良き理解者。
東山 空良 - 青柳翔
星香と松岡の息子。父親に会いたがっている。
掛居 みつ子 - 加賀まりこ
掛居の母。男関係が派手で金遣いも荒いが、時折母親らしい一面を見せる。
松岡の主治医 - 西岡徳馬（友情出演）

### スタッフ
- 原作 - 柴門ふみ『あすなろ白書』（小学館刊）
- 原案協力 - 秋山修一郎、小鷲夏之、秋窪俊郎（小学館『隔週刊ビッグコミック』編集部）
- 脚本 - 北川悦吏子
- 演出 - 木村達昭、新城毅彦、田島大輔
- 音楽 - S.E.N.S.（BMG JAPAN）
- 主題歌 - 藤井フミヤ「TRUE LOVE」（ポニーキャニオン）
- 挿入歌 - 峠恵子「ひとさじの勇気」（Sony Records）
- プロデュース - 亀山千広
- 制作著作 - フジテレビ

### 放送日程
| 話数                                                       | 放送日         | サブタイトル                                    | 演出     | 視聴率 |
| ---------------------------------------------------------- | -------------- | ----------------------------------------------- | -------- | ------ |
| 第1話                                                      | 1993年10月11日 | 運命の恋                                        | 木村達昭 | 24.7%  |
| 第2話                                                      | 1993年10月18日 | とどかぬ想い…                                   | 木村達昭 | 26.8%  |
| 第3話                                                      | 1993年10月25日 | ハッピーエンド…                                 | 田島大輔 | 23.9%  |
| 第4話                                                      | 1993年11月01日 | 悲しい予感                                      | 田島大輔 | 23.8%  |
| 第5話                                                      | 1993年11月08日 | 彼が別れを口にする                              | 木村達昭 | 25.2%  |
| 第6話                                                      | 1993年11月15日 | 運命のいたずら                                  | 田島大輔 | 27.3%  |
| 第7話                                                      | 1993年11月22日 | 君に逢えなくなるなんて…                         | 新城毅彦 | 25.3%  |
| 第8話                                                      | 1993年11月29日 | 友の死、そして別れ                              | 木村達昭 | 29.3%  |
| 第9話                                                      | 1993年12月06日 | 想い出にならない                                | 木村達昭 | 28.8%  |
| 第10話                                                     | 1993年12月13日 | さよならが痛い…                                 | 田島大輔 | 27.6%  |
| 最終話                                                     | 1993年12月20日 | あの頃の君に逢いたい…終わることのない愛と青春に | 木村達昭 | 31.9%  |
| 平均視聴率 27.0%（視聴率は関東地区・ビデオリサーチ社調べ） |                |                                                 |          |        |

- 最終話は21時 - 22時24分の30分拡大放送。

### サウンドトラック
- S.E.N.S.「あすなろ白書 オリジナル・サウンドトラック（1993年11月1日発売）

### 備考
- 漫画とドラマの主な相違点は、漫画では登場人物は別々の大学の学生であるのに対し、ドラマでは同じ大学の学生。
- 漫画では取手と松岡が交通事故に遭うが、ドラマでは松岡のみ。また、漫画では星香が掛居が好きだったのをなるみに打ち明けたのは松岡の死去後に松岡の子供を出産後で、あくまで松岡との子供は友情で出来た子供となっていたが、ドラマでは掛居の事は松岡の生前に諦めていて、星香が松岡の子供を身篭る前になるみにも掛居が好きだった事を打ち明けているのと、星香自身の気持ちも掛居から松岡に変わっている。
- 京子は掛居と出会う前は既婚者でバツイチであったが、ドラマでは終始独身であり最終話まで生存。
- ドラマ内で、木村が石田を後ろから抱きしめるという名シーンから、後ろから抱きしめることを「あすなろ抱き」として流行した。
- 前作『じゃじゃ馬ならし』までフジテレビ月曜21時の連ドラ枠をキー局同時ネットで放送していたテレビ大分は、大分朝日放送開局に伴うプライムタイム編成の見直しから、本作以降、異時ネットに降格となった。
- 石田が紅組司会、筒井が審査員を務めた1993年12月31日放送のNHK『第44回NHK紅白歌合戦』で白組歌手の藤井（ソロでの初出場）が「TRUE LOVE」を歌唱。白組司会の堺正章が藤井の曲紹介時、石田に「この曲だけ白組を応援しないといけませんね」と述べ、石田が「この曲だけですね。本当に」と返す一幕があった。間奏中には石田・筒井の姿が映され、歌唱終了後、石田から藤井に花束が贈られるという演出があった。
- 石田が同紅白の紅組司会（2年連続起用）に選出されたのは、直前の時期に放送された本作に主演し人気をさらに上昇させていたためである（合田道人『紅白歌合戦の真実』）。
- 1993年撮影当時、西島本人は私生活でも喫煙者（ヘビースモーカー）だったが30代以降は健康上の理由により禁煙している。
- シンガーソングライターの竹内まりやは「今夜はHearty Party」楽曲製作当時たまたま観ていたドラマに触発され歌詞に「キムタク」を登場させた。そしてここから発展し、ダメもとを覚悟で木村の起用をジャニーズ事務所へ打診したところ、快諾を得てコーラスと冒頭、間奏の台詞に木村が参加した。
- 星香は神戸出身の設定であり、実際に兵庫県出身の鈴木杏樹が役を演じていたが、関西弁の使い方について指摘を受けている[1]。

| フジテレビ系 月曜21時枠連続ドラマ         | フジテレビ系 月曜21時枠連続ドラマ        | フジテレビ系 月曜21時枠連続ドラマ      |
| 前番組                                    | 番組名                                   | 次番組                                 |
| ----------------------------------------- | ---------------------------------------- | -------------------------------------- |
| じゃじゃ馬ならし （1993.7.5 - 1993.9.20） | あすなろ白書 （1993.10.11 - 1993.12.20） | この世の果て （1994.1.10 - 1994.3.28） |

## テレビドラマ（台湾版2002年）
台湾で2002年にテレビドラマ化された。原題は『愛情白皮書』。

### 登場人物（台湾版2002年）
袁成美（ユェン・チェンメイ）
演 - レイニー・ヤン（日本語吹替：小林沙苗）
欧陽掛居（オウヤン・グァジュ）
演 - ショーン・ユー（高橋広樹）
瞿守治（チゥ・シォウヂー）
演 - エディ・ポン（森久保祥太郎）
季星華（ジー・シンファ）
演 - ファン・ウェイチー（永島由子）
趙松崗（ヂャオ・ソンガン）
演 - レイモンド・リー（藤井啓輔）
チェンメイの姉
演 - グロリア・イップ（石塚理恵）
邱庭（チョ・ティン）
演 - ロイ・チョン
掛居みつ子の彼氏
演 - ジャック・カオ
チェンメイのコーチ
演 - ジェイド・リョン
グァジュの大学関係者
演 - フィル・チョン
シォウヂーの父
演  - チャオ・シューハイ
砂田トキエ （シーホイ）
演  - T-ana
掛居みつ子
演 - ルオ・ビーリン
教授
演  - ニー・ミンラン
韋京（ウェイジン）
演 - ピン・ジアン
チェンメイの後輩
演 - クラウディー・ロン
小柔（シャオロウ）
演 - サニー・ホアン
音楽講師
演 - エリック・チャン
- コーベット・ウォール
- チャン・ツォンリー
- トン・チーチェン
- パン・シャンリン
- ホン・チェンヤン
- ジョナサン・チャン
- 岩野央
- 葛西建二

### スタッフ（台湾版2002年）
- 原作 - 柴門ふみ
- 脚本 - ヤン・ダーチン
- 監督 - リュウ・ウェイシー
- 撮影 - ワン・グオチュー

## テレビドラマ（台湾版2019年）
台湾で2019年にテレビドラマ化された。原題は『愛情白皮書』。邦題は『あすなろ白書〜Brave to Love〜』。

### 登場人物（台湾版2019年）
- 掛居（グアジュー）：チャン・ティンフー
- 成美（チェンメイ）：ワン・ジン
- 瞿守（チューショウ）：エディソン・ソン
- 星華（シンホワ）：シルビア・シエ
- アンディ・ウー
- ワン・チュアンイー

### スタッフ（台湾版2019年）
- 原作 - 柴門ふみ
- プロデューサー - ヴァージニア・リウ
- 演出 - ロビン・リー、リン・ジュンヤン
- 脚本 - ヴァージニア・リウ、ウェン・ユーファン、チェン・ユーロー、リウ・レーシュェン

## テレビドラマ（中国版2019年）
中国で2019年にテレビドラマ化された。原題は『十年三月三十日』。邦題は『十年三月三十日～その愛、時をこえて～』。ただし、日本での公開時には原作として表記されていない。

### 登場人物（中国版2019年）
- 靳燃（ジン・ラン（原作 - 掛居保））：ショーン・ドウ
- 袁莱（ユエン・ライ（原作 - 園田なるみ））：グーリー・ナーザー
- 赵承志（チャオ・チョンジー（原作 - 取手治））：シュー・ジェンシー
- 沈双双（シェン・シュアンシュアン（原作 - なし））：ソング・イェンフェイ（芸名：セシリア・ボーイ）
- 丁昂（ディン・アン（原作：松岡純一郎））：ジン・ザーハオ
- 徐辛颐（シュー・シンイー（原作：東山星香））：オウ・ズワン

### スタッフ（中国版2019年）
- 原作 - 柴門ふみ[注 3]
- 演出 - チョン・シューガイ
- 脚本 - ドン・シンルー